# حديقة البحيرة الزرقاء الوطنية
قالب:صندوق معلومات محمية طبيعية

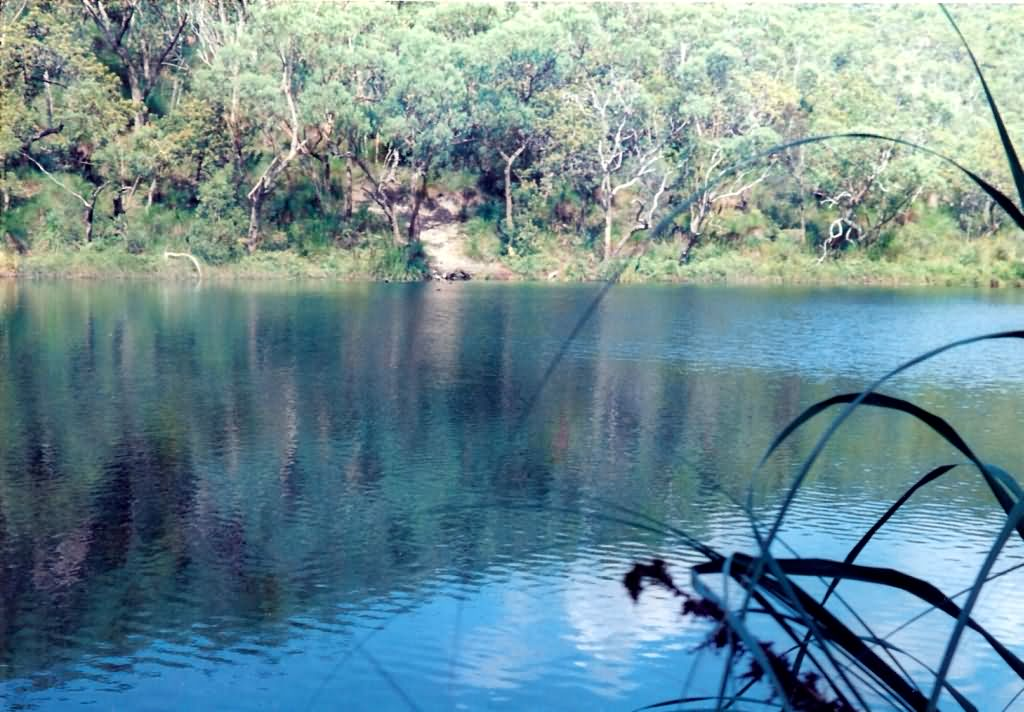
شواطئ البحيرة الزرقاء

حديقة البحيرة الزرقاء الوطنية (بالإنجليزية: Blue Lake National Park)‏، وهي منطقة محمية سابقة في كوينزلاند، أستراليا، وتقع في جزيرة نورث سترادبروك على بعد حوالي 44 كيلومترًا شرق بريزبان. حديقة بلو ليك الوطنية هي الآن جزء من حديقة ناري بودجونغ جارا الوطنية. تم توفير الوصول عن طريق 9 كيلومترات غرب دونويتش.
في عام 1980 تم وصف الحديقة الوطنية على النحو التالي:
البحيرة الزرقاء هي بحيرة مائية في الكتلة الرملية الساحلية لجزيرة نورث سترادبروك. يتم تضمين المنتزه الوطني في جزيرة نورث سترادبروك الكبيرة القائمة المؤقتة للقسم المركزي (لسجل العقار الوطني). بيان تلك القائمة يضع قِيَمه في سياق أوسع. على الرغم من كونها صغيرة نسبيًا، إلا أنها تحتوي على مجموعة متنوعة من الموائل والأنواع، بما في ذلك: البحيرة الزرقاء، وهي بحيرة نافذة مائية على شكل بوميرانج، سلحفاة لاجون، بحيرة جاثمة تنحسر إلى مستنقع يتأرجح بين مستنقع وبحيرة إعتمادًا على هطول الأمطار والمستنقعات الأخرى.
أمثلة على غابات صلبة جافة، ومراعي فرك، ومستنقعات، وحقول أعشاب، ومستنقعات خطية مرتبطة بغابات الأوكالبت المفتوحة المحيطة. توفر هذه المجموعة الواسعة من الميزات تنوعًا كبيرًا في الموائل.